# Иван Иванович Кошкин
Иван Иванович Кошкин (ум. после 1470) — московский боярин, старший сын боярина Ивана Фёдоровича Кошкина.

## Биография
Иван Иванович упоминается как боярин при великих князьях Василии II Васильевиче и Иване III Васильевиче. Его подпись в качестве свидетеля стоит на первой духовной Василия II (ок. 1461/1462). 
Около 1447—1455 годов Иван был наместником в Костроме, а около 1455—1462 годов — в Бежецке.
Около 1465—1469 годов Иван Иванович участвовал во время разбора Иваном III земельного спора.
Последний раз Иван Иванович упоминается в 1470-е, когда он присутствовал во время решения местнического спора.
Его дочь Соломонида в 1448/1449 году на берегу Пахры попала в плен к татарам, о чём было засвидетельствовано в летописях.

## Брак и дети
Жена: Аксинья. Дети:
- дочь; муж: Тимофей Васильевич Собакин (ум. 1445)[1].
- Соломонида Ивановна (ум. после 1449); муж: Григорий Игнатьевич Козёл Морозов.